# لودویگ برگر (کارگردان)
لودویگ برگر (آلمانی: Ludwig Berger; ‏ ۶ ژانویهٔ ۱۸۹۲ – ۱۸ مهٔ ۱۹۶۹) بازیگر، کارگردان فیلم، فیلم‌نامه‌نویس و فیلم‌بردار اهل آلمان بود.
وی همچنین برندهٔ جوایزی همچون جایزه فیلم آلمان شده‌است.